# Lucas Ayrton Román
 Lucas Ayrton Román  (Buenos Aires, 10 februari 2004) is een voetballer, die als centrale aanvaller speelt. Hij heeft zowel de Argentijnse, als de Italiaanse nationaliteit. In de voetbalwereld is hij beter bekend onder de naam “Pocho”. Door zijn kleine gestalte van 1 meter 59 centimeter en zijn behendigheid aan de bal, wordt hij gezien als een mogelijke opvolger van landgenoot Lionel Messi.

## Loopbaan
Zijn jeugdopleiding genoot hij het lokale Club Ferro Carril Oeste, een ploeg uit de wijk Caballito. Op 23 juli 2020 tekende hij bij deze ploeg als zestienjarige zijn eerste professionele contract tot 31 december 2022. Op zijn debuut bij de eerste ploeg in Primera B Nacional moest gewacht worden tot 28 februari 2022 tijdens een wedstrijd tegen Quilmes AC . Zijn eerste doelpunt scoorde hij op 28 maart 2022 tijdens een wedstrijd tegen Instituto Atlético Central Córdoba . Toen de interesse van het Spaanse FC Barcelona begon te groeien, werd zijn contract op 3 juni 2022 met één jaar verlengd tot 31 december 2023. Deze verlenging was vooral ingegeven om zijn transferprijs te verhogen.
Op 18 januari 2023 kondigde FC Barcelona zijn transfer aan en werd de speler bij FC Barcelona Atlètic ingedeeld. De ploeg uit Barcelona nam voor 1,1 miljoen euro 85 procent van zijn rechten over van Club Ferro Carril Oeste, waarbij de deal een extra 3,5 miljoen euro omvat in het geval dat toekomstige doelstellingen worden vervuld. Club Ferro Carril Oeste ontvangt 65 procent van het bovengenoemde bedrag, terwijl de rest wordt verdeeld tussen Roman, zijn familie en zijn zaakwaarnemer. De club krijgt ook 15 procent van een mogelijke toekomstige verkoop. Ten slotte werd door de ploeg uit Barcelona een uitkoopvergoeding van 400 miljoen euro voorzien. Zijn debuut bij het filiaal op het niveau van de Primera Federación kende hij met een invalbeurt van drie minuten op 4 februari 2023 tijdens de met 4-3 verloren uitwedstrijd tegen UE Cornellà en zijn enige doelpunt van seizoen 2022-2023 scoorde hij op 18 maart 2023 , waar hij tijdens een achttien minuten durende invalbeurt het enige doelpunt van de partij tegen Real Unión scoorde. Hij maakte dit eerste seizoen uiteindelijk één doelpunt tijdens de elf wedstrijden, waarin hij opgesteld werd. Ook tijdens het tweede seizoen 2023-2024 bleef de doorbraak uit. Pocho bleeft tijdens de reguliere competitie scoreloos en werd maar veertien maal opgesteld, waarvan zes als basisspeler. Gedurende de eindronde viel hij drie maal in en scoorde hij één doelpunt tegen de latere promovendi Córdoba CF. De laatst genoemde schakelde echter het filiaal uit en zo kon de promotie naar het professionele voetbal niet afdwongen worden.
Om hem meer speelminuten te gunnen en hem toe te laten om op het professionele niveau actief te zijn, werd hij op 14 augustus 2024 voor het seizoen 2024-2025 aan FC Cartagena uitgeleend. Zijn debuut op het niveau van de Segunda División A maakte hij tijdens een invalbeurt van 9 minuten bij de eerste competitiewedstrijd op 18 augustus 2024 tegen Burgos CF. Zijn eerste doelpunt op 1 september 2024 besliste, tijdens de derde ronde van de comptetie, de uitwedstrijd bij CD Eldense met 1-2.  Hij kon echter de drie trainers, die de havenstad telde tot en met einde 2024, niet overtuigen en het huurcontract werd tijdens de winter transferperiode ontbonden. 
De dag erna tekende hij een contract bij het Argentijnse CA Independiente tot en met 30 juni 2027.  De speler bleef voor 30 % eigendom van Barcelona, 60% van Independiente en 10% van speler zelf.

## Internationale wedstrijden
Hij maakte tijdens het “Torneo COTIF Sub 20” op 4 augustus 2022 zijn debuut bij Argentinië U20. Hij startte als basisspeler tegen Alzira SUB19 en werd tijdens de 50ste minuut vervangen.
Op 21 augustus 2023 werd hij door trainer Carmine Nunziata opgeroepen voor de Italië U20. Hij werd op 11 september als basisspeler opgesteld tegen Tsjechië U20.